# Löpholsberget

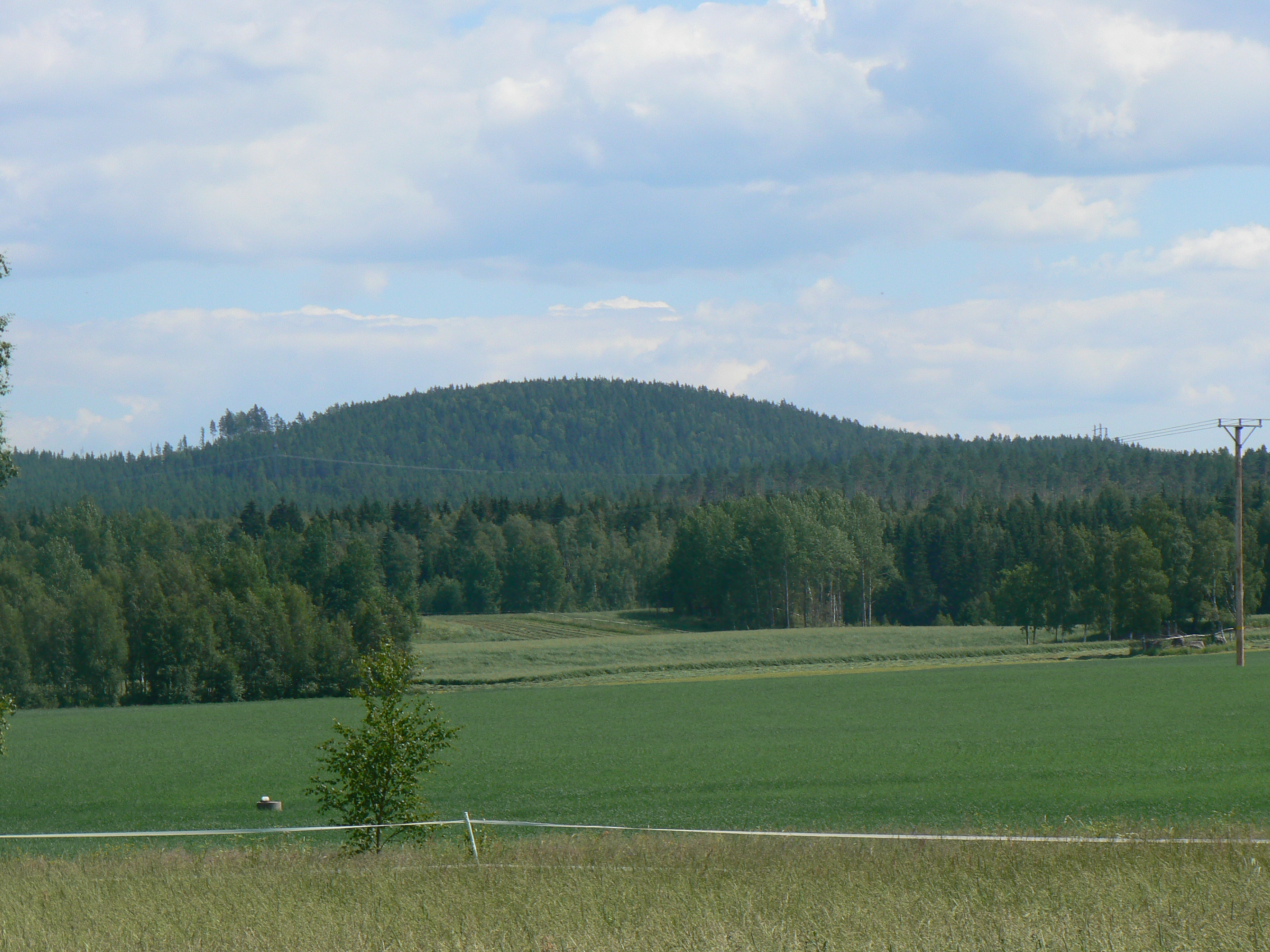
Löpholsberget från västnordväst

Löpholsberget är ett berg i Hosjö distrikt, Falu kommun, Dalarna. Dess topp når 264 m ö.h., cirka 100–125 meter över omgivningen. Det är egentligen en av två toppar på samma "massiv". Den östra toppen är Ringkällmyrberget. Sadeln mellan topparna når cirka 200 m ö.h. Berget är bevuxet med barrträdsdominerad skog. Någon gång mellan 2001 och 2004 byggdes en grusväg av skogsindustrien en bra bit upp på berget. Vid den norra foten rinner Trostbäcken och vid den södra ligger Dammtjärnen. Över den nedre delen av den västra sluttningen löper en bred kraftledningsgata med tre ledningar. Namnet delar förmodligen etymologi med gården Lövhult i norr. Det har även skrivits "Lövhultsberg" på gamla kartor. Annars är "-hult" inte något vanligt förekommande led i ortnamn i bygden, vilket däremot är fallet med "hol", så någon form av omtolkning är trolig.